# جوليو سيزار (لاعب كرة قدم مواليد 1983)
جوليو سيزار هو لاعب كرة قدم برازيلي في مركز الوسط، ولد في 13 ديسمبر 1983 في جابواتاو دوس غوارارابيس في البرازيل. لعب مع أكاديميكا كويمبرا وديبورتيفو داس أيفيس وموريرينسي.

## وصلات خارجية
- جوليو سيزار (لاعب كرة قدم مواليد 1983) على موقع قاعدة بيانات كرة القدم.إي يو (الإنجليزية)